# Acantholichen pannarioides
Acantholichen pannarioides är en lavart som beskrevs av P.M. Jørg. 1998. Acantholichen pannarioides ingår i släktet Acantholichen och familjen Corticiaceae.   Inga underarter finns listade i Catalogue of Life.